# Cracker (scheldwoord)

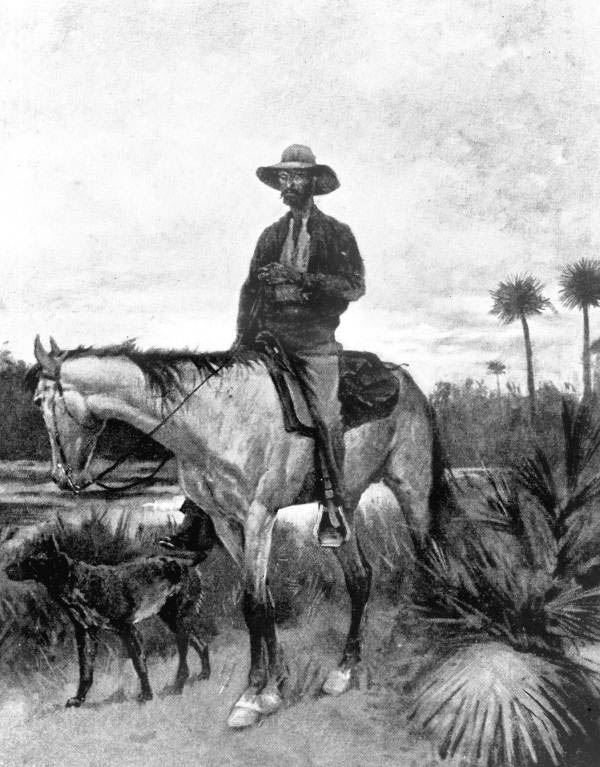
Een cracker cowboy. Frederic Remington, 1895.

Cracker is een uit de Zuidelijke Verenigde Staten afkomstig scheldwoord en wordt gebruikt om een arme blanke man mee aan te duiden die ook als squatter bekend is. Het woord zou verwant zijn aan het Nederlandse kraker.
Het woord werd vaak gebruikt tijdens de 17e en 18e eeuw. In het discours van zogenaamde zwarte nationalisten worden blanken beledigend als crackers omschreven. 
Now it is time to stand up and fight back.… There are no good crackers, and if you find one, kill him before he changes.— Khalid Abdul Muhammad in een toespraak aan de Universiteit van Columbia (30 januari 1994)